# Heinrich Böllpriset
Heinrich Böllpriset är ett tyskt litteraturpris instiftat 1980, som delas ut av staden Köln och sedan 1985 bär Heinrich Bölls namn.
Priset delas sedan 1993 ut vartannat år och är på 30.000 euro (2019).

## Pristagare
- 1980 Hans Mayer
- 1981 Peter Weiss
- 1982 Wolfdietrich Schnurre
- 1983 Uwe Johnson
- 1984 Helmut Heißenbüttel
- 1985 Hans Magnus Enzensberger
- 1986 Elfriede Jelinek
- 1987 Ludwig Harig
- 1988 Dieter Wellershoff
- 1989 Brigitte Kronauer
- 1990 Günter de Bruyn
- 1991 Rainald Goetz
- 1992 Hans Joachim Schädlich
- 1993 Alexander Kluge
- 1995 Jürgen Becker
- 1997 W.G. Sebald
- 1999 Gerhard Meier
- 2001 Marcel Beyer
- 2003 Anne Duden
- 2005 Ralf Rothmann
- 2007 Christoph Ransmayr
- 2009 Uwe Timm
- 2011 Ulrich Peltzer
- 2013 Eva Menasse
- 2015 Herta Müller
- 2017 Ilija Trojanow
- 2019 Juli Zeh[2]

## Bildgalleri

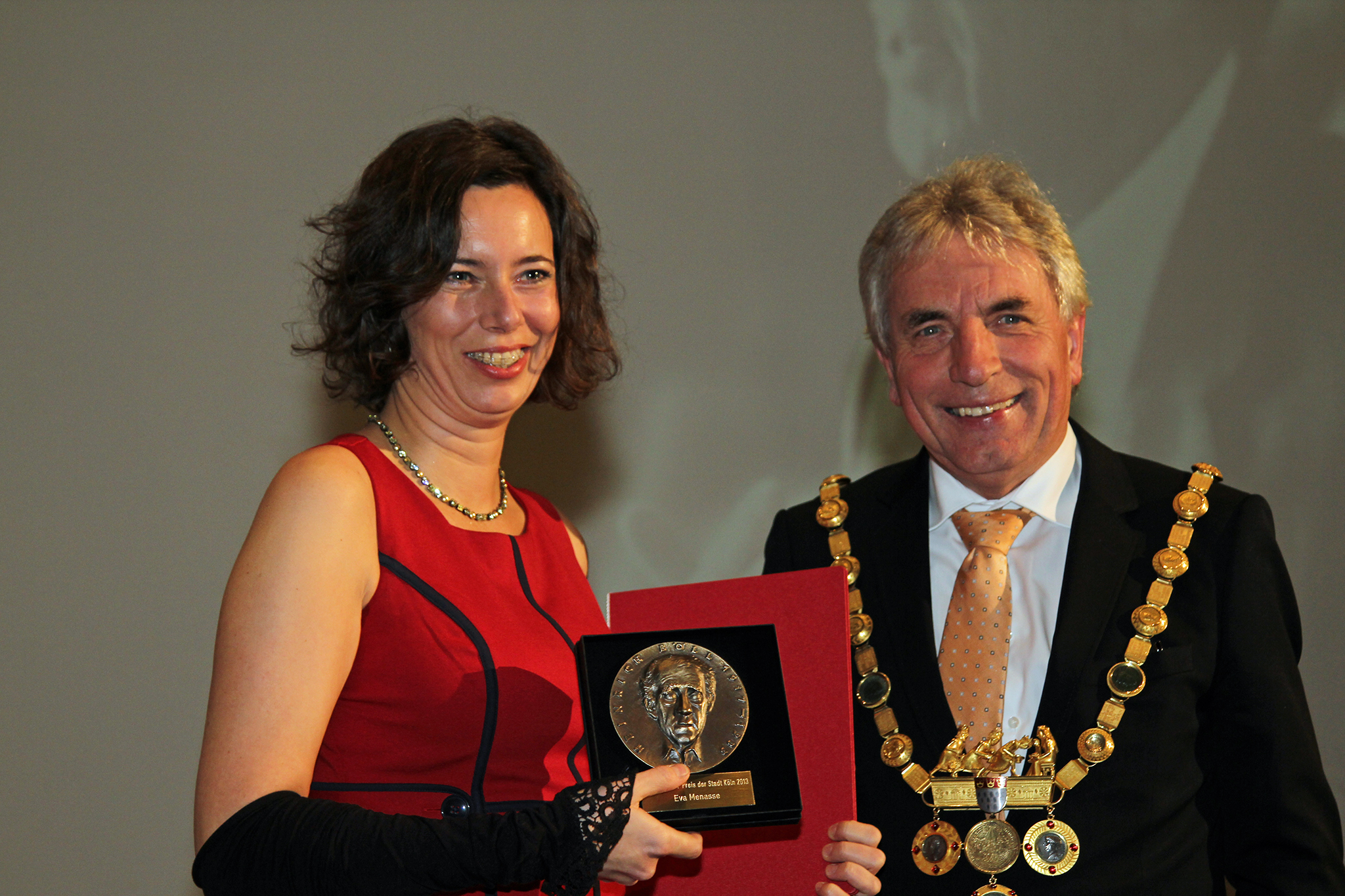
Eva Menasse, pristagare 2013
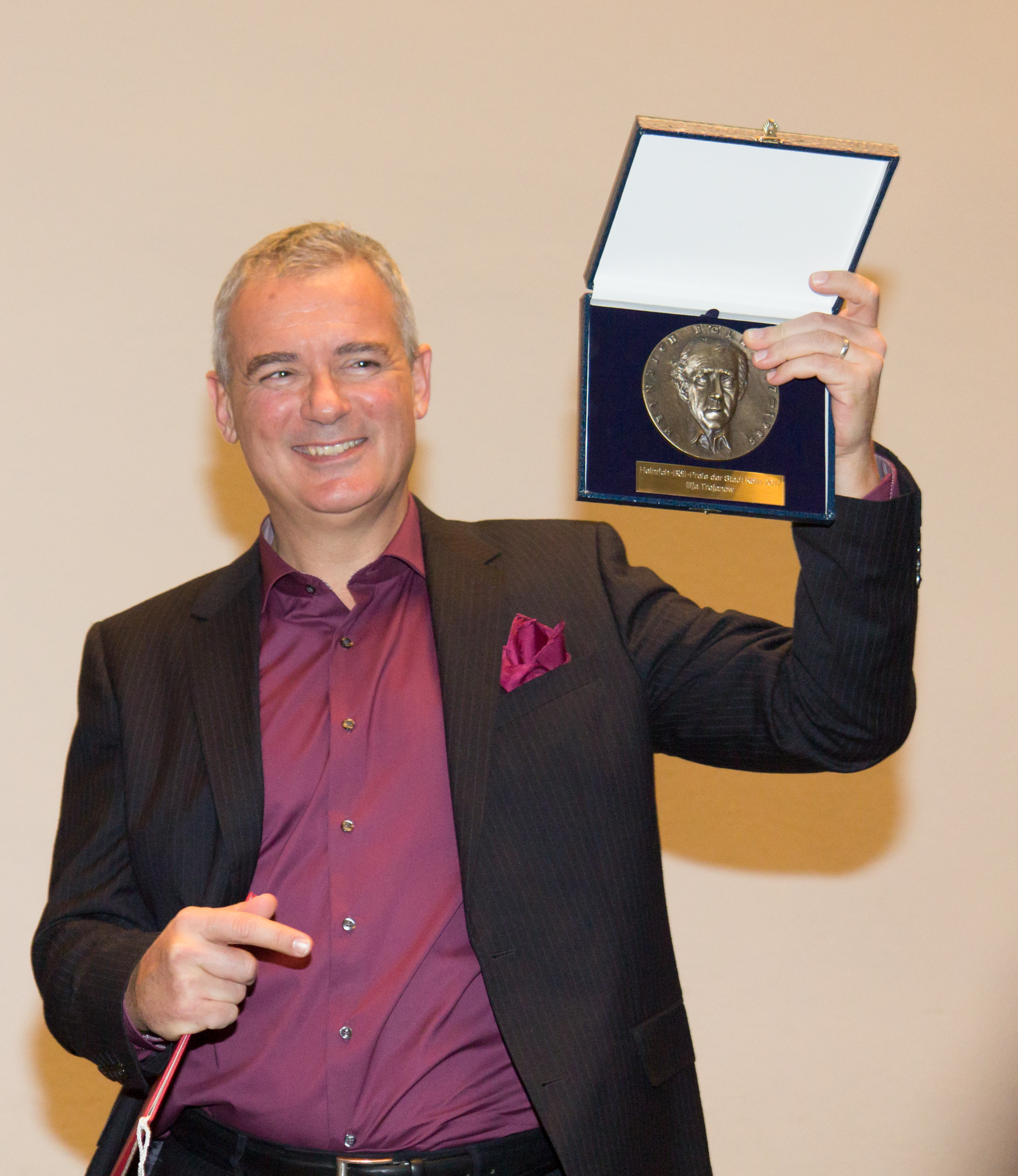
Ilija Trojanow, pristagare 2017